# Veiðileysufjörður (fjord i Island, lat 66,33, long -22,70)
Veiðileysufjörður är en fjord mellan fjordarna Hesteyrarfjörður och Lónafjörður på nordvästra Island. Den ligger i regionen Västfjordarna, 250 km norr om huvudstaden Reykjavík. Fjorden är drygt 8 km lång och 3 km bred och är den största av de fem jökelfjordarna vid mynningen av Ísafjarðardjúp. Någon fast bosättning i Veiðileysufjörður finns inte längre, men tidigare har det funnits en valfångststation på Meleyri – en obetydlig udde längst in i fjorden.
Inlandsklimat råder i trakten. Årsmedeltemperaturen i trakten är −2 °C. Den varmaste månaden är juli, då medeltemperaturen är 10 °C, och den kallaste är februari, med −8 °C.

## Källor

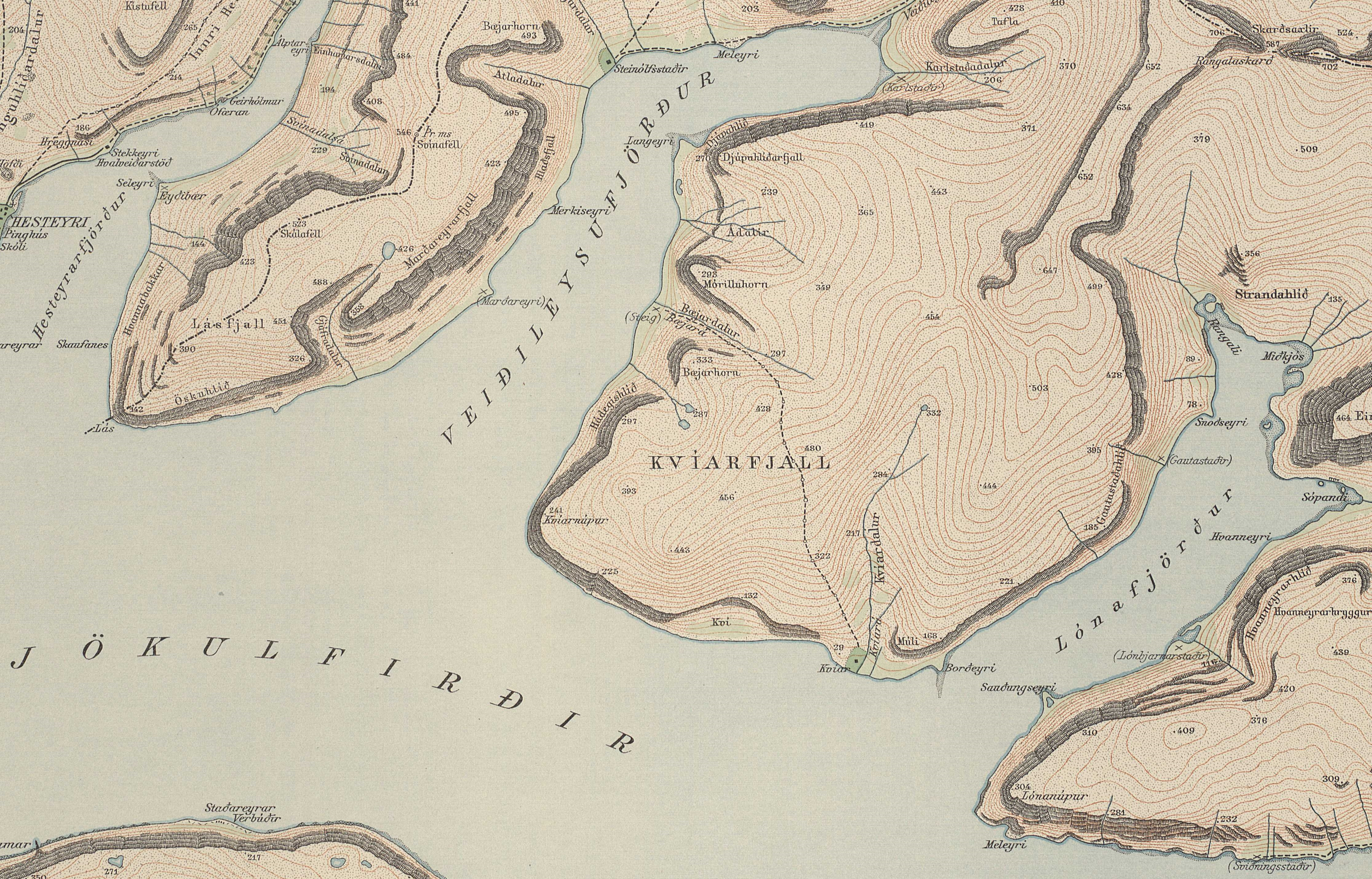
Veiðileysufjörður och Lónafjörður.